# Siegfried (ópera)
Siegfried é uma ópera do compositor alemão Richard Wagner, a terceira parte das quatro que compõem a tetralogia Der Ring des Nibelungen (O Anel do Nibelungo). A sua estreia ocorreu no Bayreuth Festspielhaus, Bayreuth, em 16 de agosto de 1876, como parte da primeira apresentação completa da Saga do Anel.

## Sinopse

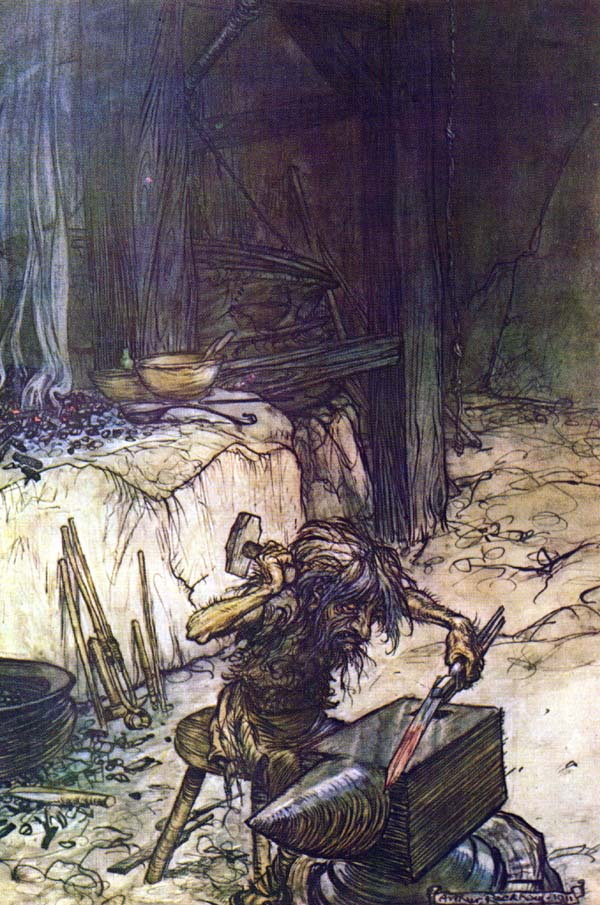
Mime forja uma espada para Siegfried

### Ato I

#### Cena I
Irmão de Alberich, Mime, está forjando uma lâmina de espada em sua caverna no meio da floresta. Enquanto trabalha, reclama sobre não conseguir forjar os pedaços de uma certa espada, e sonha com o tesouro almejado anteriormente por seu irmão. O nibelungo tem como objetivo obter o anel para si, tendo criado o orfão Siegfried para matar Fafner por ele. O gigante possuía o anel e do elmo mágico Tarnhelm; este, com qual havia se transformado em dragão. Mime precisava da espada para que Siegfried usasse, mas o jovem quebrava facilmente todas as lâminas forjadas.
Siegfried retorna de suas caminhadas na floresta com um urso encoleirado, o que apavora Mime, que pede a retirada do animal. O jovem atende o pedido e solta o urso, que sai pela floresta. Ele se incomoda com a falta de progresso de Mime na forja da espada. O velho então o apresenta sua nova produção, que assim como todas as anteriores, é destruída por Siegfried, já enfurecido. Mime tenta acalmá-lo, lembrando-o sobre a gratidão que o jovem o deve pela tutoria durante tantos anos. Entretanto, o jovem não o suporta. Siegfried exige saber sobre seus pais; nas suas caminhadas ele havia percebido que, entre todos os animais, os filhos possuem pai e mãe, e estes são parecidos com a cria. Mime era nada parecido com Siegfried, mas o velho explica que é tanto pai quanto mãe do garoto. Ameaçado por Siegfried, Mime é forçado a ceder e explicar sobre a mãe do jovem, a moribunda Sieglinde. Ela morrera durante o parto do filho, não antes de confiar ao nibelungo os cuidados do bebê. Perguntado sobre seu pai, Mime explica possuir total desconhecimento, exceto pelo fato dele ter morrido em combate, como informado por Sieglinde. Como prova do que havia acabado de contar, ele também mostra ao jovem os estilhaços da espada Nothung, e Siegfried o ordena reforjá-la, animando-se com o potencial dessa arma de verdade. O jovem então deixa o local.

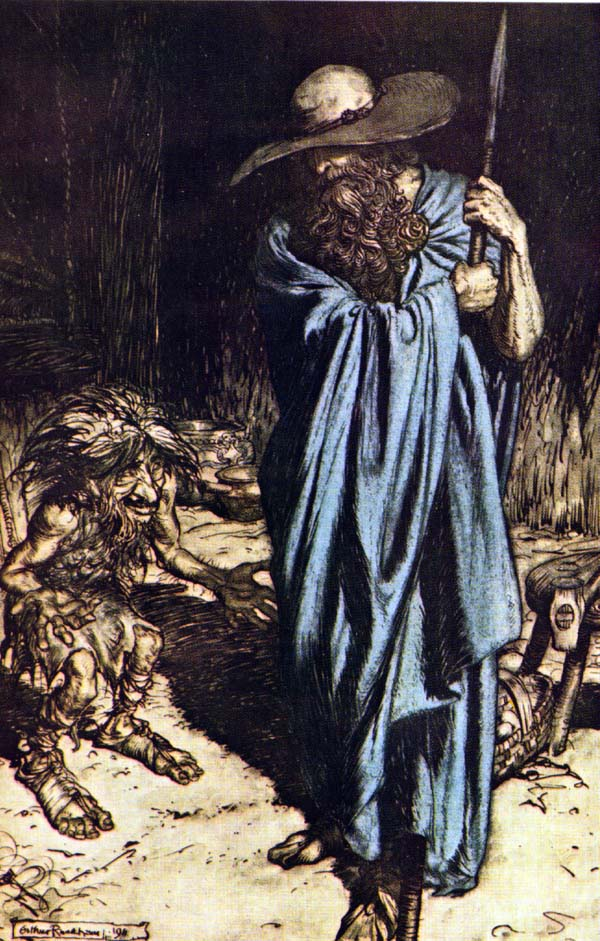
Sob forma humana de andarilho, Wotan desafia Mime com charadas

#### Cena II
Mime está desesperado: estava acima de sua capacidade consertar a Nothung. Um velho homem (a plateia percebe ser Wotan) aparece abruptamente na residência. Sua presença não é positiva ao nibelungo, que deseja a retirada do sujeito, apesar da insistência. O andarilho propõe a aposta de sua cabeça em um jogo de três charadas para Mime, que aceita a fim de dispensar o sujeito mal vindo. Ele pergunta ao andarilho o nome das raças que vivem abaixo do solo, na superfície e nos céus. O andarilho responde corretamente os nibelungos, os gigantes e os deuses, respectivamente. Mime então pede que o sujeito se retire, mas, não se dando por vencido, Mime é então forçado pelo sujeito a apostar sua cabeça para responder charadas. Ele é perguntado sobre a raça mais amada por Wotan (ainda que tratada cruelmente), o nome da espada que pode destruir Fafner e a pessoa que pode fabricar a lâmina da espada. Mime responde corretamente as duas primeiras perguntas, os Volsungas e Nothung respectivamente. Entretanto, ele é incapaz de responder a última charada. Wotan livra Mime, explicando-o que somente quem não conhece o medo pode reforjar Nothung, declara que sua cabeça pertence à tal pessoa livre do medo e deixa a residência.

#### Cena III
A essas alturas Mime já está alucinado. Siegfried retorna, exigindo a reparação da espada estilhaçada. Mime percebe que a única coisa que não havia ensinado a Siegfried durante sua criação foi o medo. Ao saber disso, Siegfried se mostra interessado em aprender sobre o medo, e Mime promete ensiná-lo ao levá-lo ao encontro do dragão Fafner.
Como o nibelungo não consegue forjar a espada por conta própria, Siegfried decide realizar a tarefa sozinho, tendo sucesso na tarefa apesar da descrença de Mime. Nesse meio tempo, Mime percebe que, com o acordo com o andarilho, sua cabeça agora pertence a Siegfried. Ele então prepara uma bebida envenenada para oferecer ao jovem logo após ele derrotar o dragão. Ao terminar a forja, o jovem demonstra o poder de sua lâmina ao partir uma bigorna ao meio, impressionando o nibelungo.

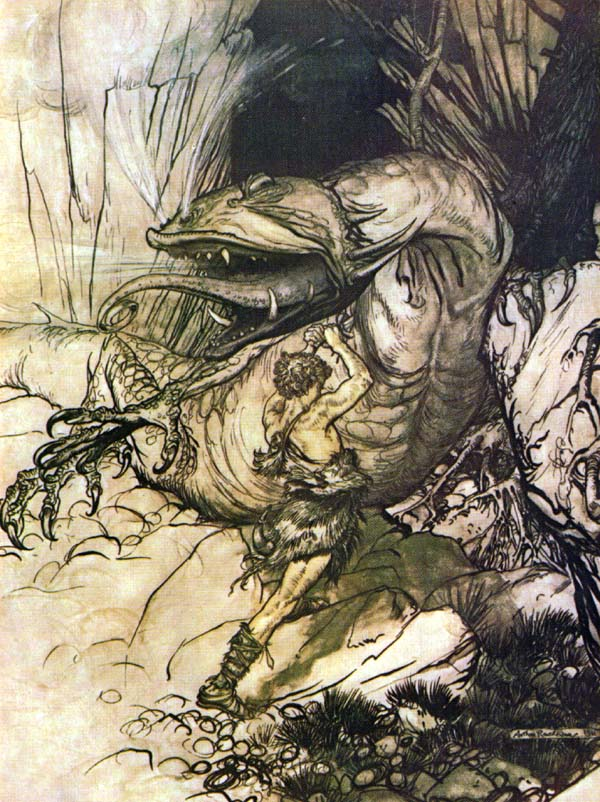
Siegfried mata o dragão Fafner com sua espada Nothung

### Ato II

#### Cena I
É noite e se está na saída da caverna do gigante Fafner, que, sob forma de dragão por conta do elmo mágico, guarda consigo o elmo, o anel e o tesouro obtido com o contrato de Wotan. O andarilho chega ao local, onde Alberich mantém vigia esperando a oportunidade de reaver o anel que anteriormente já teve posse. Os dois inimigos logo se reconhecem (ao contrário de Mime, que em nenhum momento percebe que o andarilho é Wotan). Alberich conta seus planos para dominar o mundo assim que o anel retorne para si. Calmamente, Wotan alega que não deseja obter o anel, estando ali somente como observador. Alberich não acredita nas intenções de Wotan, alegando que o herói livre era a forma indireta de Wotan obter o anel, então ele ainda estava interessado. Wotan então o alerta, dizendo que Mime é que está usando o jovem Siegfried para obter o anel, era com seu próprio irmão que Alberich deveria se preocupar. Ele termina, dizendo que logo o jovem chegaria ao local com seu tutor a fim de matar o dragão.
Para surpresa do nibelungo, Wotan acorda Fafner e o informa sobre o herói que está chegando para lutar contra ele. Ele propõe que ele ceda o anel pacificamente para sair ileso. Sem se importar, o dragão se recusa a entregar o anel e retorna ao sono. Wotan parte e Alberich se esconde em uma fenda das rochas do local.

#### Cena II
Ao amanhecer, Siegfried e Mime chegam ao local, e Mime decide recuar enquanto Siegfried confronta o dragão. Enquanto o jovem espera Fafner aparecer, divaga sobre seus verdadeiros pais e percebe um pássaro da floresta em uma árvore. Amigável ao ser, ele tenta imitar seu canto usando um pífaro talhado na hora, sem sucesso. Ele então executa uma nota em sua trompa, acordando Fafner e levando-o para fora de sua caverna. Apesar da fúria do dragão, Siegfried age como de costume, atrevido. Após discussão, eles lutam, e Siegfried fere o coração do inimigo com a Nothung.

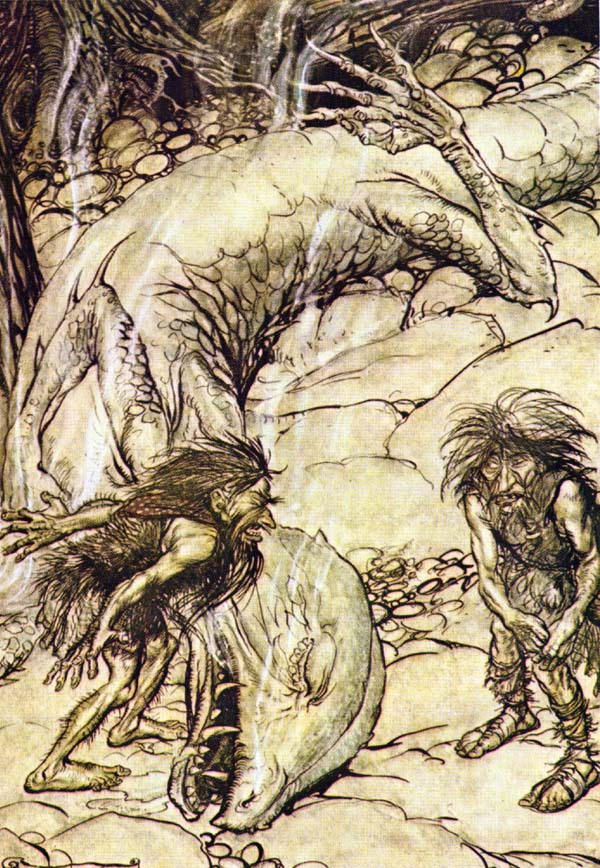
Os irmãos nibelungos Alberich e Mime discutem sobre a posse do Anel

Em seus últimos momentos, Fafner toma conhecimento do nome de Siegfried, diz um pouco de sua história e que havia matado seu irmão Fasolt. Por fim, o alerta sobre traição. Quando Siegfried remove sua espada do cadáver, suas mãos são queimadas pelo sangue do dragão, e ele instintivamente as coloca em sua boca. Ao provar o gosto do sangue, ele percebe que agora consegue entender a língua do pássaro da floresta. O pássaro lhe revela os poderes do anel e do elmo mágico, e Siegfried entra na caverna para procurar tais tesouros.

#### Cena III
Mime retorna para assegurar a morte do dragão, Alberich também chega ao local e os dois discutem sobre o direito de posse do anel. Com o retorno do jovem os dois irmãos cessam a discussão e deixam o local. Seguindo suas instruções, ele toma para seu o anel e o elmo mágico da residência de Fafner, e ignora o resto de tesouro. O pássaro então o alerta sobre as intenções de Mime, e avisa que agora o jovem possuía o dom da clarividência por conta do sangue do dragão. Mime reaparece, e Siegfried reclama que ainda não havia aprendido o significado do medo. Mime então o oferece a bebida envenenada com um jeito amigável, mas Siegfried consegue ler os pensamentos de cobiça, ódio e assassinato na mente do velho nibelungo. Ele então mata o nibelungo com um golpe de sua espada, e atira o corpo de Mime na caverna de Fafner, assim como o cadáver do próprio dragão.
Após pedido de Siegfried, que lamentava sua solidão, o pássaro da floresta começa a cantar sobre uma mulher dormindo em uma rocha rodeada por fogo mágico, e cujo herói que, salvando-a, tornar-se-ia noivo da dama. Imaginando se finalmente poderia entender o significado do medo, Siegfried parte para a montanha, guiado pelo pássaro.

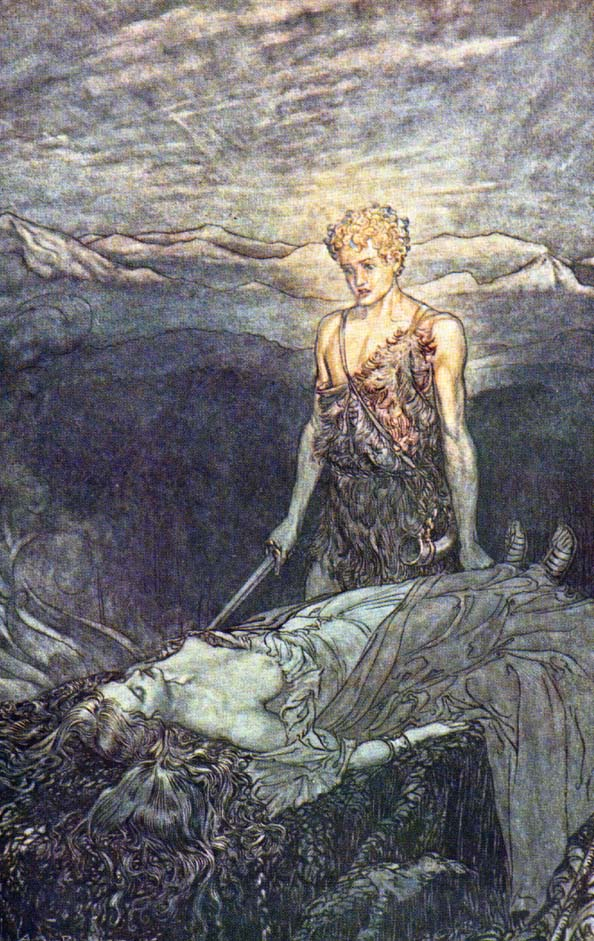
Siegfried encontra a mulher repousando sobre a rocha

### Ato III

#### Cena I
Ainda sob forma de andarilho, Wotan aparece no caminho da rocha onde repousa Brünnhilde e invoca Erda, deusa da terra. Aparentando estar confusa e questionando o motivo de ter sido acordada, ela emerge da gruta onde se encontrava. Wotan se identifica e pede conselhos, mas Erda o sugere procurar suas filhas nornas. Wotan insiste, mas Erda faz nova sugestão: que ele procurasse Brünnhilde, uma das valquírias filhas de Erda com Wotan. 
Ele responde alegando que era justamente sobre ela o assunto, e descreve a situação atual da valquíria, que estava condenada a sono profundo por sua desobediência. Apesar do espanto de Erda, Wotan continua, citando que seu período de sabedoria estava chegando ao fim. Ele a informa que não teme mais o destino final dos deuses; é inclusive seu desejo que isso ocorra. Sua herança seria deixada para o Volsunga Siegfried, e sua filha Brünnhilde trabalharia nas tarefas que ainda assolavam o mundo. Dispensada, Erda mergulha novamente às profundezas da terra.

#### Cena II
Wotan permanece no local. Siegfried chega auxiliado pelo pássaro da floresta, que parte ao ver o andarilho. Wotan pergunta o destino do jovem, e pensando que aquela pessoa poderia ajudá-lo, Siegfried responde que procurava uma rocha sobre a qual repousava uma mulher. Segue um interrogatório de Wotan ao jovem, que, por sua vez, começa a se irritar. Em uma discussão agora acalorada, o andarilho adverte Siegfried para que ele não desafiasse, mas o jovem, que ainda não conhecia o medo, age atrevidamente como de costume. Ele responde insolentemente e se direciona a caminho da rocha de Brünnhilde.

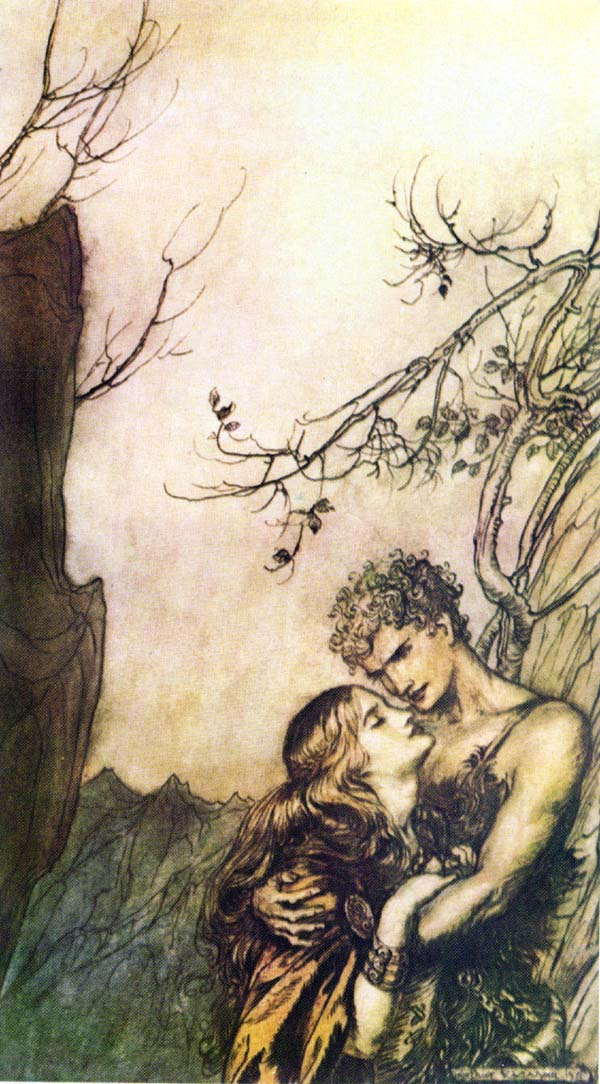
Brünnhilde se entrega ao amor de Siegfried

Wotan bloqueia a passagem de Siegfried através da lança dos tratados, e o avisa que a mesma lança já havia quebrado a espada que o jovem tinha em punho. Percebendo então que aquele sujeito era o responsável pela morte de seu pai, o dono original da espada, Siegfried quebra a lança com um golpe da Nothung. Calmamente, Wotan reúne os estilhaços de sua arma e deixa o local. Siegfried chega às rochas e observa o círculo de fogo que enfrentará. Ele sopra sua trompa e avança sobre o fogo, que é rapidamente amenizado.

#### Cena III
Siegfried encontra Brünnhilde e seu cavalo Grane. Primeiramente pensa tratar-se de um homem, ao observar a armadura típica das valquírias. Entretanto, remove a armadura com sua espada e encontra a mulher por trás do equipamento. Incerto sobre como agir por nunca antes ter visto uma mulher, clama por sua mãe e experimenta o medo pela primeira vez. Desesperado, ele a beija, acordando-a do sono mágico. Questionando quem ser aquela pessoa que a havia acordado, ele se apresenta. Ela responde, dizendo que já havia cuidado do jovem antes mesmo dele ter nascido. Confuso, Siegfried chega a cogitar ser ela sua mãe, mas Brünnhilde responde que não, e que sua mãe nunca mais voltaria.
Siegfried começa a se atrair pela moça, sendo repelido por ela. Brünnhilde está triste por ter perdido a condição de valquíria, mas acaba cedendo e se entrega ao amor de Siegfried, renunciando o mundo dos deuses.

## Papéis
Os papéis de Siegfried e Mime são interpretados por tenores, enquanto o andarilho (Wotan) e Alberich são baixos-barítonos. O gigante transformado em dragão Fafner é interpretado por um baixo. Entre as mulheres, Erda é contralto, enquanto o pássaro da floresta e Brünnhilde são sopranos.